# Назоцилијарни живац
Назоцилијарни живац (лат. nervus nasociliaris) је завршна грана офталмичног живца. Пружа се од горње орбиталне пукотине косо унутра и унапред, дајући при томе своје бочне гране (спојничну грану са цилијарним ганглионом, дуге цилијарне живце и задњи етмоидни живац), и доспева до предњег етмоидног отвора где се дели у две завршне гране (предњи етмоидни и инфратрохлеарни живац).
Спојнична грана са цилијарним ганглионом (лат. ramus communicans cum ganglione ciliari) се простире упоље и унапред и улази у цилијарни ганглион. Дуги цилијарни живци (лат. nervi ciliares longi), којих у већини случајева има два, пролазе кроз задњи део очне јабучице и инервишу беоњачу и судовњачу. Задњи етмоидни живац пролази кроз истоимени отвор и улази у предњу лобањску јаму, а након тога пролази кроз отвор решеткастог листа ситасте кости и улази у носну дупљу где оживчава слузокожу ситастих ћелија и клинастог синуса.
Предњи етмоидни живац пролази кроз предњи етмоидни отвор и улази из очне дупље у предњу лобањску јаму, а затим из ње излази кроз решеткасти лист ситасте кости и доспева до носне дупље где инервише слузокожу њеног предњег дела. Инфратрохлеарни живац (лат. nervus infratrochlearis) се простире унапред према горње-унутрашњем углу орбите и даје своје завршне гранчице за кожу очних капака (горњег и доњег), сузну кесицу и вежњачу ока.